# Kaveler zolotoj zvezdy
Kaveler zolotoj zvezdy (russisk: Кавалер Золотой Звезды, da.: ~ Ridder af den gyldne stjerne el. Den gyldne stjernes kavaler) er en sovjetisk film fra 1950 instrueret af Julij Rajzman med Sergej Bondartjuk i hovedrollen. Filmen er baseret på en roman af Semjon Babajevskij og deltog i konkurrencen ved Filmfestivalen i Cannes i 1951.

## Handling
Sergej Tutarinov, en veteran fra den store patriotiske krig, vender tilbage til sin landsby, hvor han tager aktivt del i genopbygningen af byen. Hans initiativer støttes ihærdigt af den lokale sekretær for kommunistpartiet. Tutarinov bliver formand for partiet og begyndr genopbygnien af hele byen efter tyskernes nederlag.

## Medvirkende
- Sergej Bondartjuk som Semjon Tutarinov
- Anatolij Tjemodurov som Semjon Gontjarenko
- Kira Kanajeva som Irina Ljubasjeva
- Boris Tjirkov som Kondratjev
- Pjotr Komissarov som Khokhlakov